# Oh Babylone
Pour plus de détails, voir Fiche technique et Distribution.
Oh Babylone est un film grec réalisé par Costas Ferris et sorti en 1987.

## Synopsis
Adaptation moderne des Bacchantes d'Euripide. Un moderne Penthée célèbre son anniversaire. Cependant, il hallucine et ce qu'il voit finit par lui faire douter de sa propre santé mentale. Dionysos est absent en tant que personnage. Il est incarné par le film lui-même dont les scènes d'hallucinations et le montage achronologique évoquent la façon dont un moderne Penthée est rendu fou par le dieu. Le film refuse toute forme de narration.

## Fiche technique
- Titre : Oh Babylone
- Réalisation : Costas Ferris
- Scénario : Costas Ferris, basé sur Les Bacchantes d'Euripide
- Direction artistique : Tassos Zografos
- Décors : Tasos Zographos
- Costumes : Pavlos Kiryakidis
- Photographie : Takis Zervoulakos
- Son : Andreas Achladis
- Montage : Babis Alepis
- Musique : Thessia Panayotou
- Chorégraphie  : Maria Mendez
- Production : Andromeda et Centre du cinéma grec
- Pays d'origine :  Grèce
- Langue : grec
- Format :  Couleurs, 35 mm, Dolby SR
- Genre : Film expérimental, drame psychologique
- Durée : 90 minutes
- Dates de sortie : 1987

## Distribution
- Alkis Panagiotidis
- Sotiria Leonardou
- Giorgos Moshidis
- Elena Mirchofska
- Angelique Rockas
- Constantinos Paliatsaras (ténor)
- Maxi Priest (chanteur)

## Récompenses
Festival du cinéma grec 1989 (Thessalonique) : meilleure image, meilleure musique, meilleur décor, récompense spéciale pour l'utilisation du Dolby dans la bande son